# Cesny-aux-Vignes-Ouézy
Cesny-aux-Vignes-Ouézy é uma ex-comuna francesa na região administrativa da Normandia, no departamento de Calvados. Estendeu-se por uma área de 8,72 km².
Como parte do plano de Raymond Marcelino para se reduzir o número de municipalidades, o município foi criado a partir da fusão das comunas de Cesny-aux-Vignes e Ouézy, em 1 de janeiro de 1972.
Desde 1 de janeiro de 2006, a fusão foi desestabelecida e as duas comunas constituintes recuperaram a sua independência.